# XIII з'їзд КП(б)У
XIII з'їзд КП(б)У — з'їзд Комуністичної партії (більшовиків) України, що відбувся 27 травня — 3 червня 1937 року в Києві.
На з'їзді було 515 делегатів з ухвальним голосом і 172 — з дорадчим, які представляли 331 726 членів і кандидатів у члени партії.

## Порядок денний з'їзду
1. Звіт ЦК КП(б)У.
2. Звіт Ревізійної комісії КП(б)У.
3. Вибори керівних органів КП(б)У.

## Керівні органи партії
Обрано Центральний комітет у складі 62 членів та 40 кандидатів у члени ЦК, Ревізійну комісію у складі 9 членів.

### Члени Центрального комітету
- Андреєв Сергій Ілліч
- Асаткін Олександр Миколайович
- Блуашвілі Микола Костянтинович
- Бондаренко Михайло Ілліч
- Борщ Григорій Минович
- Василенко Марко Сергійович
- Вегер Євген Ілліч
- Волков Андрій Семенович
- Гикало Микола Федорович
- Гопнер Серафима Іллівна
- Дубовий Іван Наумович
- Євтушенко Дмитро Матвійович
- Жученко Пантелеймон Якович
- Затонський Володимир Петрович
- Іванов Василь Тимофійович
- Іванов Микола Геннадійович
- Ісаєв Іван Васильович
- Карлсон Карл Мартинович
- Квятек Казимир Францович
- Косіор Станіслав Вікентійович
- Криворучко Микола Миколайович
- Кудрявцев Сергій Олександрович
- Кузьменко Василь Денисович
- Кулик Іван Юліанович
- Лепін Андрій Генріхович
- Лісін Іван Іванович
- Любченко Панас Петрович
- Марголін Натан Веніамінович
- Маркітан Павло Пилипович
- Масленко Павло Федорович
- Матвєєв Микола Іванович
- Мірошниченко Іван Євгенович
- Мойсеєнко Костянтин Васильович
- Нікітченко Микола Іванович
- Павлищев Павло Федорович
- Пелевін Іван Всеволодович
- Петровський Григорій Іванович
- Пілацька Ольга Володимирівна
- Попов Микола Миколайович
- Порайко Василь Іванович
- Прамнек Едуард Карлович
- Просвірнін Іван Олексійович
- Прядченко Григорій Кононович
- Саркісов Саркіс Артемович
- Свистун Пантелеймон Іванович
- Сідерський Зіновій Осипович
- Співак Іларіон Савелійович
- Струц Василь Никифорович
- Сухомлин Кирило Васильович
- Тимошенко Семен Костянтинович
- Товстоп'ят Олексій Григорович
- Тодрес-Селектор Володимир Захарович
- Триліський Олексій Лукич
- Федько Іван Федорович
- Хатаєвич Мендель Маркович
- Хвиля Андрій Ананійович
- Холохоленко Олександр Улянович
- Христич Павло Дем'янович
- Чернявський Володимир Ілліч
- Шелехес Ілля Савелійович
- Шліхтер Олександр Григорович
- Щаденко Юхим Опанасович

### Кандидати в члени Центрального комітету
- Богатирьов Георгій Олексійович
- Бондаренко Іван Петрович
- Бричкін Сергій Олексійович
- Водовозенко Федір Панасович
- Всеволожський Володимир Всеволодович
- Геращенко Петро Леонтійович
- Голуб Микола Ісайович
- Голубятніков Михайло Данилович
- Горений (Горяний) Степан Артемович
- Гусєв Анатолій Миколайович
- Дискантов Олександр Григорович
- Дюканов Мирон Дмитрович
- Клиновський Дмитро Степанович
- Клочко Петро Сергійович
- Константинов Іван Антонович
- Корженко Панас Трохимович
- Краснопольський Йосип Сильвестрович
- Кривонос Петро Федорович
- Левінзон Михайло Львович
- Лєпін Ернест Михайлович
- Лисов Семен Семенович
- Мазо Соломон Самойлович
- Макеєв Юхим Григорович
- Малій Іларіон Васильович
- Манаєнков Йосип Петрович
- Мілх Лев Романович
- Михайлов Олексій Дмитрович
- Михеєнко Дмитро Олександрович
- Нідер Еммануїл Людвігович
- Олійник Митрофан Гервасійович
- Поляков Василь Васильович
- Потапенко Роман Якович
- Рощенюк Микола Никифорович
- Саятов Іван Омелянович
- Степанський Ісаак Соломонович
- Таран Сава Дмитрович
- Трестер Фріц Фрідріхович
- Федяєв Іван Федорович
- Шафаренко Яків Веніамінович
- Шевченко Володимир Лукич

### Члени Ревізійної комісії
- Войцехівський Юрій Олександрович
- Дубінін Федір Іванович
- Завицький Герман Михайлович
- Зіненко Микола Григорович
- Сафронов Іван Васильович
- Сванідзе Микола Самсонович
- Степанов Сергій Олександрович
- Шаров Микола Давидович
- Шац Юрій Юхимович

## Зміни складу ЦК в період між з'їздами
3—4 липня 1937 року на Пленумі ЦК КП(б)У зі складу членів ЦК КП(б)У виведені Асаткін Олександр Миколайович, Вегер Євген Ілліч, Карлсон Карл Мартинович, Попов Микола Миколайович, Прядченко Григорій Кононович, Триліський Олексій Лукич, Шелехес Ілля Савелійович; зі складу кандидатів у члени ЦК КП(б)У виведені Бричкін Сергій Олексійович, Клиновський Дмитро Степанович, Мазо Соломон Самойлович, Михеєнко Дмитро Олександрович, Потапенко Роман Якович.
29—30 серпня 1937 року на Пленумі ЦК КП(б)У зі складу членів ЦК КП(б)У виведені Андреєв Сергій Ілліч, Борщ Григорій Минович, Василенко Марко Сергійович, Дубовий Іван Наумович, Іванов Василь Тимофійович, Ісаєв Іван Васильович, Кузьменко Василь Денисович, Кулик Іван Юліанович, Любченко Панас Петрович, Маркітан Павло Пилипович, Масленко Павло Федорович, Матвєєв Микола Іванович, Мірошниченко Іван Євгенович, Мойсеєнко Костянтин Васильович, Пелевін Іван Всеволодович, Порайко Василь Іванович, Просвірнін Іван Олексійович, Саркісов Саркіс Артемович, Струц Василь Никифорович, Товстоп'ят Олексій Григорович, Тодрес-Селектор Володимир Захарович, Хатаєвич Мендель Маркович, Хвиля Андрій Ананійович, Холохоленко Олександр Улянович, Чернявський Володимир Ілліч; зі складу кандидатів у члени ЦК КП(б)У виведені Богатирьов Георгій Олексійович, Голуб Микола Ісайович, Голубятніков Михайло Данилович, Дискантов Олександр Григорович, Лисов Семен Семенович, Макеєв Юхим Григорович, Мілх Лев Романович, Олійник Митрофан Гервасійович, Рощенюк Микола Никифорович, Саятов Іван Омелянович, Степанський Ісаак Соломонович, Таран Сава Дмитрович, Шафаренко Яків Веніамінович, Шевченко Володимир Лукич. Із кандидатів у члени ЦК КП(б)У переведені Горений (Горяний) Степан Артемович, Дюканов Мирон Дмитрович, Кривонос Петро Федорович, Левінзон Михайло Львович, Михайлов Олексій Дмитрович.
26 вересня 1937 року на Пленумі ЦК КП(б)У зі складу членів ЦК КП(б)У виведені Горений (Горяний) Степан Артемович, Павлищев Павло Федорович; зі складу кандидатів у члени ЦК КП(б)У виведені Водовозенко Федір Панасович, Всеволожський Володимир Всеволодович, Клочко Петро Сергійович, Корженко Панас Трохимович, Поляков Василь Васильович, Трестер Фріц Фрідріхович.
27 січня 1938 року на Пленумі ЦК КП(б)У зі складу членів ЦК КП(б)У виведені Блуашвілі Микола Костянтинович, Бондаренко Михайло Ілліч, Волков Андрій Семенович, Гикало Микола Федорович, Затонський Володимир Петрович, Квятек Казимир Францович, Кудрявцев Сергій Олександрович, Марголін Натан Веніамінович, Нікітченко Микола Іванович, Пілацька Ольга Володимирівна, Сідерський Зіновій Осипович; зі складу кандидатів у члени ЦК КП(б)У виведені Геращенко Петро Леонтійович, Константинов Іван Антонович, Манаєнков Йосип Петрович, Нідер Еммануїл Людвігович.
25—26 квітня 1938 року на Пленумі ЦК КП(б)У зі складу членів ЦК КП(б)У виведені Жученко Пантелеймон Якович, Криворучко Микола Миколайович, Левінзон Михайло Львович, Лепін Андрій Генріхович, Михайлов Олексій Дмитрович, Прамнек Едуард Карлович; зі складу кандидатів у члени ЦК КП(б)У виведений Краснопольський Йосип Сильвестрович.

## Рішення з'їзду
З’їзд ухвалив рішення надалі розвивати сільське господарство України шляхом збільшення валових зборів зерна і технічних культур. З’їзд звернув особливу увагу на необхідність посилення роботи по вихованню жителів України у дусі інтернаціоналізму та дружби народів. На з’їзді обговорювалось питання розширення оборонної роботи в Україні у зв’язку з можливою військовою загрозою зі сторони капіталістичних держав, з’їзд зобов’язав партійні організації надавати практичну допомогу армійським комуністам.